# 东亚银行金融大厦
东亚银行金融大厦是一幢位于上海浦东陆家嘴的198米高的写字楼。东亚银行的中国大陆总部位于本楼。本楼曾用名为高宝金融大厦，而后东亚银行于2008年末購入10層寫字樓和取得冠名权并更为此名。